# Kąt zwilżania

Dla rosnącego kąta zwilżania kolejno: dobre zwilżanie, słabe, całkowity brak zwilżania

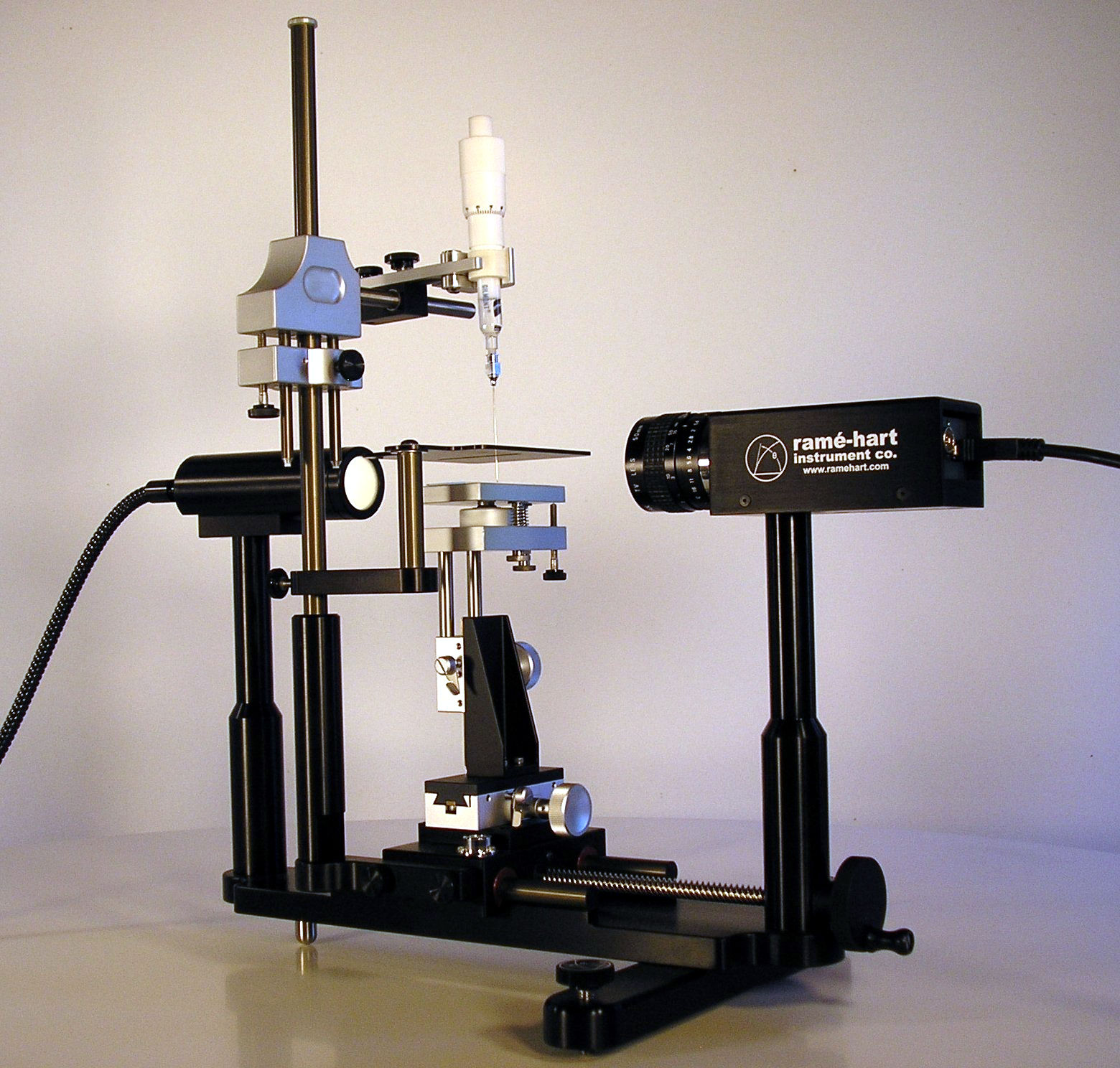
Przyrząd do pomiaru kąta zwilżania metodą goniometryczną

Kąt zwilżania, kąt przyścienny – kąt utworzony przez powierzchnię płaską ciała stałego i płaszczyznę styczną do powierzchni cieczy graniczącej z ciałem stałym lub do powierzchni rozdziału dwóch stykających się cieczy
{\displaystyle \cos \theta _{c}={\frac {\gamma _{SG}-\gamma _{SL}}{\gamma _{LG}}},}
gdzie:
{\displaystyle \gamma } – napięcie powierzchniowe na granicy faz,
a indeksy oznaczają:
{\displaystyle L} – ciecz,
{\displaystyle G} – gaz lub druga ciecz,
Parser nie mógł rozpoznać (SVG (MathML może zostać włączone przez wtyczkę w przeglądarce): Nieprawidłowa odpowiedź („Math extension cannot connect to Restbase.”) z serwera „http://localhost:6011/pl.wikipedia.org/v1/”:): {\displaystyle S}
 – ciało stałe.
Powyższa zależność wynika z równowagi rzutów sił (przedstawionych na rysunku) na kierunek poziomy i zwana jest równaniem Younga:

Kąt zwilżania przy wzroście i zmniejszaniu się kropli

{\displaystyle \gamma _{LG}\cos \theta _{c}+\gamma _{SL}=\gamma _{SG}.}
W przypadku cieczy w naczyniu o pionowych ściankach kąt zwilżania oblicza się z równowagi rzutów sił na kierunek pionowy.

## Histereza kąta zwilżania
Wartość kąta zwilżania cieczy postępującej po powierzchni ciała stałego przekracza wartość kąta zwilżania cieczy cofającej się na tej powierzchni. Efekt ten można zauważyć obserwując kroplę na nachylonym szkle lub innej powierzchni. Ta różnica w wartościach kątów zwilżania nazywana jest histerezą kąta zwilżania, która potrafi być duża, aż do 50° dla wody na powierzchniach ciał stałych. Przyczynę tego zjawiska upatruje się w chropowatości powierzchni, jej zanieczyszczeniu i adhezji. Tadmor i Chibowski wykazali, że zjawisko występuje nawet na gładkich płaskich powierzchniach. Wówczas kąt zwilżania w stanie równowagi jest wyrażony wzorem
{\displaystyle \theta _{\mathrm {C} }=\arccos {\frac {r_{\mathrm {A} }\cos {\theta _{\mathrm {A} }}+r_{\mathrm {R} }\cos {\theta _{\mathrm {R} }}}{r_{\mathrm {A} }+r_{\mathrm {R} }}},}
gdzie:
{\displaystyle r_{\mathrm {A} }={\sqrt[{3}]{\frac {\sin ^{3}{\theta _{\mathrm {A} }}}{2-3\cos {\theta _{\mathrm {A} }}+\cos ^{3}{\theta _{\mathrm {A} }}}}},}
{\displaystyle r_{\mathrm {R} }={\sqrt[{3}]{\frac {\sin ^{3}{\theta _{\mathrm {R} }}}{2-3\cos {\theta _{\mathrm {R} }}+\cos ^{3}{\theta _{\mathrm {R} }}}}},}
a kąty {\displaystyle \theta _{A}} i {\displaystyle \theta _{R}} oznaczają odpowiednio kąt zwilżania dla cieczy rozlewającej się i dla cieczy cofającej się.